# Fatehah Mustapa

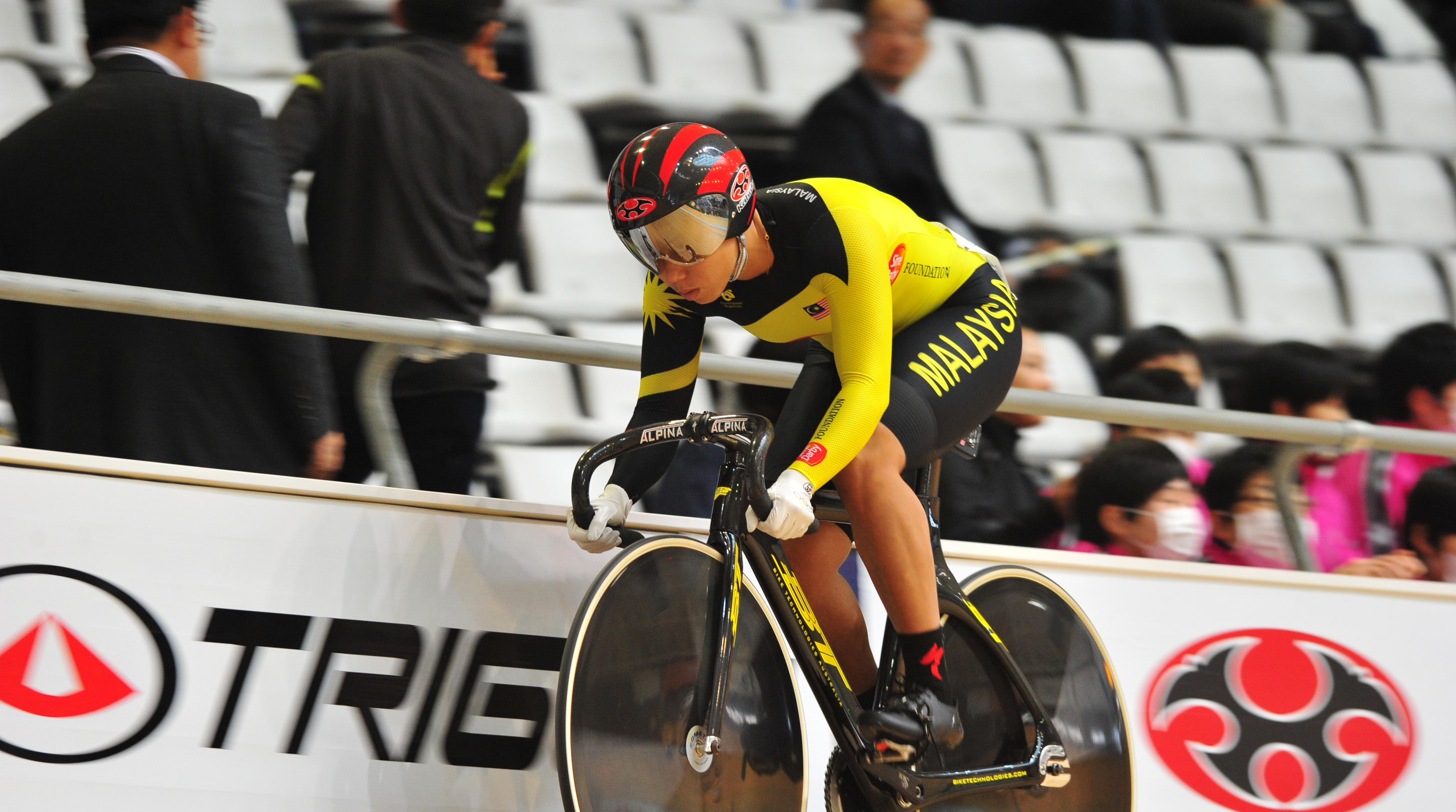
Fatehah Mustapa bei den Asienmeisterschaften 2016

Fatehah Mustapa (* 12. März 1989 in Kuala Terengganu) ist eine ehemalige malaysische Radsportlerin, die vorrangig auf der Bahn aktiv war.

## Sportliche Laufbahn
Fatehah Mustapa ist seit 2007 international als Radsportlerin in Erscheinung getreten, in jenem Jahr wurde sie Dritte im Straßenrennen bei den Asian Junior Games. Seitdem hat sie ihren sportlichen Schwerpunkt auf den Bahnradsport gelegt und startete bei zahlreichen Weltcuprennen in den Disziplinen Zeitfahren, Keirin, Scratch und Sprint.
Bei den UCI-Bahn-Weltmeisterschaften 2011 in Apeldoorn belegte Mustapa Rang fünf im Keirin und war damit die erste malaysische Radsportlerin, die ein Finale bei Bahn-Weltmeisterschaften erreichte. Ein behindernder Sturz der Kubanerin Lisandra Guerra in diesem Lauf verhinderte sogar eine bessere Platzierung.
2012 wurde Mustapa bei den Olympischen Spielen in London 15. im Keirin-Wettbewerb. Vier Jahre später wurde sie für die Teilnahme an den Olympischen Spielen in Rio de Janeiro nominiert, wo sie im Sprint Platz 21 belegte.
Die Hälfte des Jahres lebte Fateha Mustapa in Melbourne und trainierte dort bei John Beasley jr., den sie als ihren „Vater“ bezeichnet. 2012 startete sie für das malaysische YSD Track Team, für das auch die männlichen malaysischen Bahnradstars Josiah Ng, Mohd Rizal Tisin und Azizulhasni Awang fuhren.
Im April 2020 erklärte Fateha Mustapa ihren Rücktritt vom Leistungsradsport.

## Erfolge
2007
- Asiatische Juniorenspiele – Straßenrennen

2009
- Asienmeisterschaft – Sprint, 500-Meter-Zeitfahren

2011
- Asienmeisterschaft – 500-Meter-Zeitfahren

2012
- Asienmeisterschaft – Sprint
- Asienmeisterschaft – 500-Meter-Zeitfahren

2013
- Asienmeisterin – Sprint
- Asienmeisterschaft – 500-Meter-Zeitfahren

2014
- Asienspiele – Keirin
- Asienmeisterschaft – 500-Meter-Zeitfahren

2015
- Asienmeisterschaft – 500-Meter-Zeitfahren
- Asienmeisterschaft – Sprint

2016
- Asienmeisterschaft – Keirin

2018
- Asienmeisterschaft – 500-Meter-Zeitfahren
- Malaysische Meisterin – Sprint, Keirin, 500-Meter-Zeitfahren

2019
- eine Etappe The 60th Anniversary „Thai Cycling Association“
- Malaysische Meisterin – Sprint, 500-Meter-Zeitfahren

2019/20
- Asienmeisterschaft – 500-Meter-Zeitfahren, Zweier-Mannschaftsfahren (mit Anis Amira Rosidi)